# Sulculeolaria turgida
Sulculeolaria turgida är en nässeldjursart som först beskrevs av Gegenbaur 1853.  Sulculeolaria turgida ingår i släktet Sulculeolaria och familjen Diphyidae. Inga underarter finns listade i Catalogue of Life.